# ميغيل بريتوس
ميغيل أنجيل بريتوس كابريرا (بالإسبانية: Miguel Ángel Britos Cabrera)‏ الشهير باسم ميغيل بريتوس (مواليد 17 يوليو 1985 في مونتيفيديو - الأوروغواي) لاعب كرة قدم أوروغواياني يلعب حاليا لصالح نادي الدرجة الأولى بولونيا الإيطالي منذ 2008 في مركز الظهير الأيسر كما يجيد اللعب في مركز قلب الدفاع .

## روابط خارجية
- ميغيل بريتوس على موقع الاتحاد الأوربي (الإنجليزية)
- ميغيل بريتوس على موقع إي إس بي إن إف سي (الإنجليزية)
- ميغيل بريتوس على موقع قاعدة بيانات كرة القدم.إي يو (الإنجليزية)
- ميغيل بريتوس على موقع بيانات كرة القدم. دي إي (الألمانية)
- ميغيل بريتوس على موقع Soccerbase.com (لاعب) (الإنجليزية)
- ميغيل بريتوس على موقع Soccerway.com (الإنجليزية)
- ميغيل بريتوس على موقع عالم كرة القدم.نت (الإنجليزية)
- ميغيل بريتوس على موقع AS.com (الإسبانية)